# Kasetirani strop
Kasetirani strop u arhitekturi je niz udubljenih panela u obliku kvadrata, pravokutnika ili osmerokuta u stropu, sofitu ili svodu. Niz ovih udubljenih ploča često se koristio kao ukras za strop ili svod, također zvan kesoni ("kutije"), ili lakunarije ("prostori, otvori"), tako da se kasetirani strop može nazvati lakunarnim strop: čvrstoća konstrukcije je u okvirima.

## Povijest
Kamene škrinje starih Grka i Rimljana najraniji su sačuvani primjeri, ali etruščanska komorna grobnica iz sedmog stoljeća prije Krista u nekropoli San Giuliano, koja je izrezana u mekom kamenu poput sedre, reproducira strop s grede i poprečne grede koje leže na njima, s ravnim pločama koje ispunjavaju praznine. Stoljećima se smatralo da su drveni sanduci prvi put napravljeni križanjem drvenih greda na stropu u dvorcima u dolini Loire iz rane renesanse. Međutim, 2012. godine arheolozi koji rade pod Packardovim humanističkim institutom u Kući Telefa u Herkulaneju otkrili su da su drveni kasetirani stropovi bili izgrađeni u rimsko doba. Eksperimentiranje s mogućim oblicima u kasetiranju, koji rješavaju probleme matematičkog popločavanja ili teselacije, bilo je obilježje islamske kao i renesansne arhitekture. Složenije probleme smanjivanja razmjera pojedinačnih kasa predstavljali su zahtjevi zakrivljenih površina svodova i kupola.
Istaknuti primjer rimskog kaseta, korištenog za ublažavanje težine kupole, može se pronaći na stropu kupole rotonde u Panteonu u Rimu.

## Azijska arhitektura
U drevnoj kineskoj drvenoj arhitekturi, kaseta je poznata kao zaojing.

## Galerija
- Palača burze u Zagrebu, predvorje (vestibul), kasetirani strop
- Kasetirani strop Sala dell'Udienza, u Palazzo Vecchio u Firenci
- Ravni kesonski strop Giuliana da Sangalla iz Basilica di Santa Maria Maggiore, Rim
- Chapelle Expiatoire, Pariz
- Kasetirani stropovi dvorca Mir, Bjelorusija
- Strop zbornice, crkva Dobrog pastira (Rosemont, Pennsylvania)
- Kasetirani strop tipičan za stanice Washington Metroa (Washington, DC)
- Kasetirane stropne ploče u Royce Hallu, UCLA, pogled odozdo (unutar gledališta)

## Vanjske poveznice
- Nacionalni kapitol SAD-a